# Bombardier CRJ200

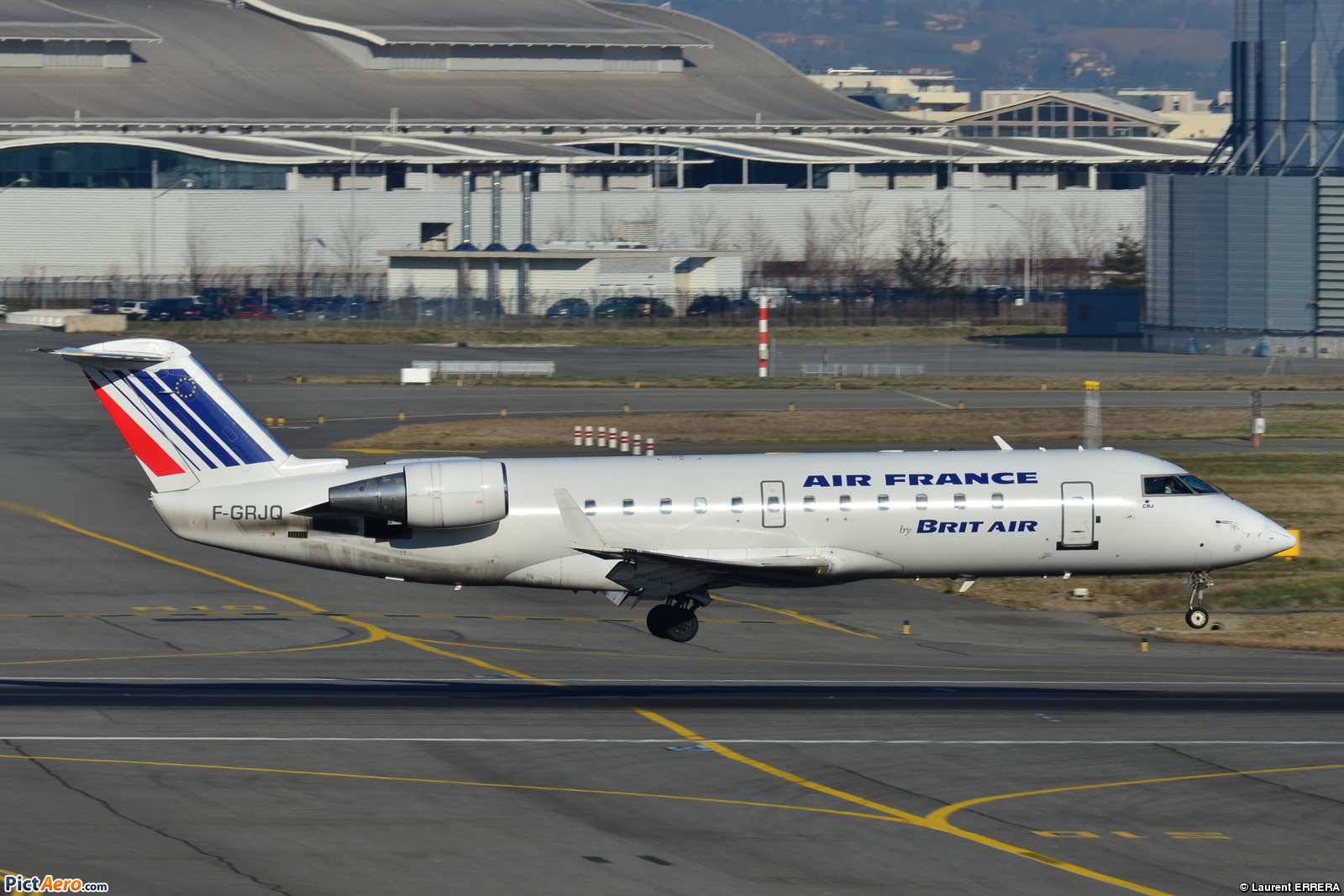
Bombardier CRJ-100 společnosti Brit Air (2011)

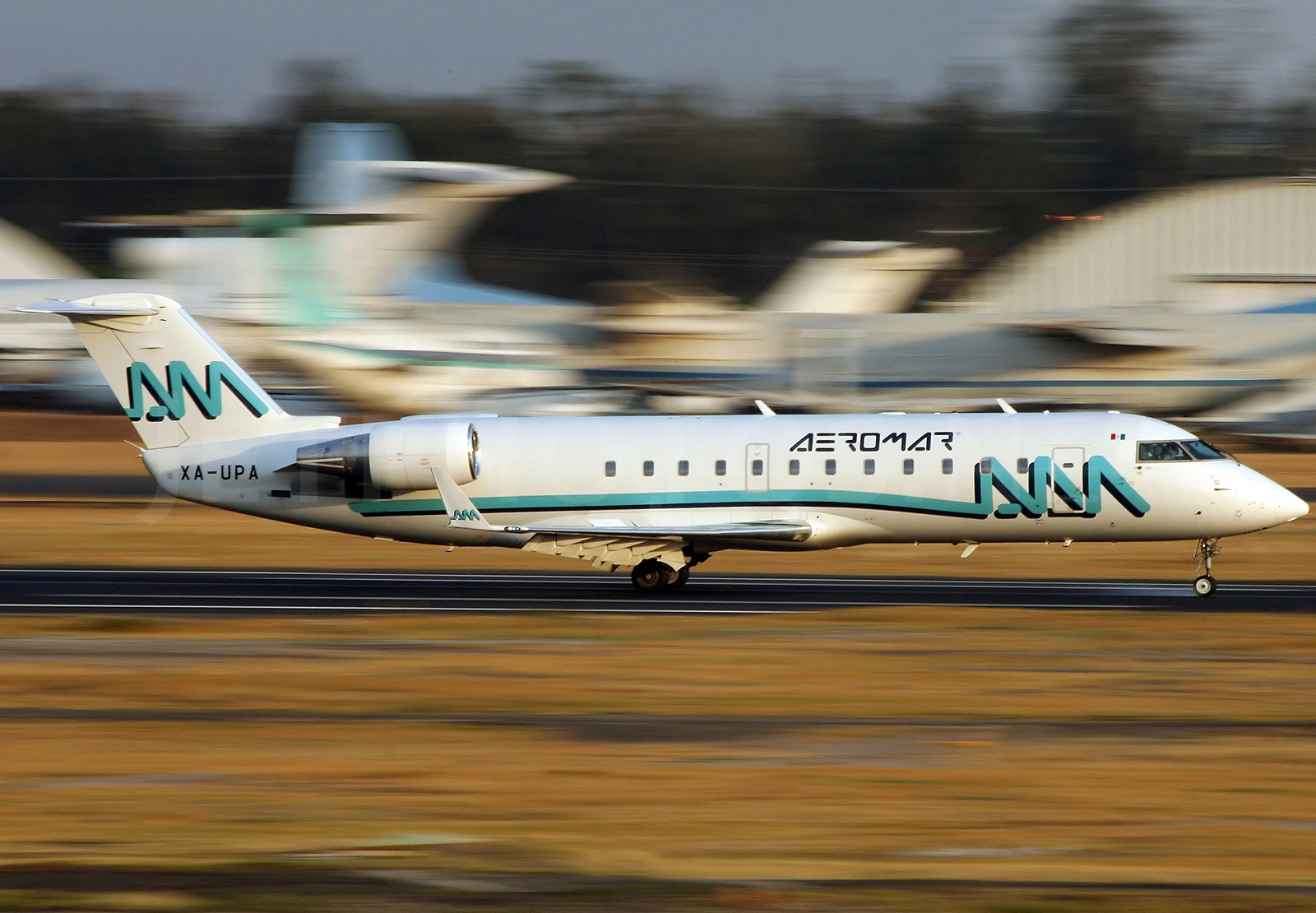
Bombardier CRJ-200 společnosti Aeromar (2011)

Bombardier CRJ100 a CRJ200 jsou rodina regionálních dvoumotorových dvouproudých dolnoplošních komerčních dopravních letadel vyráběných původně kanadskou společností Canadair, později Bombardier Aerospace. Tyto typy vychází z menšího letadla určeného pro soukromé lety Bombardier Challenger 600.
Konstrukční studie byly zahájeny v roce 1987, prototyp vzlétl 10. května 1991. Dodávky leteckým společnostem začaly v říjnu 1992. Výroba byla zastavena v roce 2005, s celkovým počtem 935 vyrobených kusů.
Největší provozovatel v červenci 2015 byla americká aerolinie SkyWest Airlines, s celkem 167 letadly tohoto typu.

## Verze
Verze se dělí na dva hlavní typy: starší CRJ100 a novější CRJ200 s lepšími motory. Ostatní verze se týkají pouze úprav uvnitř letadla.

### CRJ100
Původní verze určená pro 50 pasažérů, byla o 5,92 m protáhnuta z výchozího Bombardier CRJ600, přidány byly 2 nouzové východy a vylepšená křídla. Vybavená s dvěma motory General ElectricCF34-3A1.

#### CRJ100SF
Více místa pro náklad, jinak stejná jako CRJ100.

### CRJ200
Je identické s verzí CRJ100, liší se jen novými efektivnějšími motory CF34-3B1.

#### CRJ200PF
CRJ200 uzpůsobeno pouze pro náklad.

#### CRJ200SF
Více místa pro náklad, jinak stejná jako CRJ200.

#### CRJ440
Tato verze využívá trupu CRJ200, ale s omezenou kapacitou 44 míst. Je určena pro trh USA, protože si to vynutily restriktivní předpisy odborového svazu pilotů.

#### Challenger 800/850
Letadlo s trupem CRJ200 určené pro soukromé lety.

#### CRJ 500
Navržená 50místná verze s vylepšeným kokpitem, byla zavržena v roce 2001.

## Specifikace
Letadla typu CRJ100 a CRJ200 mají délku 26,77 m, rozpětí 21,21 m a výšku 6,22 m. Maximální vzletová hmotnost obou letadel je 24 041 kg. Normální rychlost letu je 785 km/h, maximální rychlost 859 km/h.
Dolet verze CRJ100 je 3000 km, CRJ100ER 3710 km. Dolet CRJ200 3045 km, CRJ200ER 3713 km.